# Gizem Girişmen
Gizem Girişmen (Ankara, 25 de novembre de 1981) és una esportista paralímpica turca, guanyadora d'una medalla d'or als Jocs Paralímpics d'estiu de 2008 i campiona del món 2009 en tir amb arc. Ha estat la primera esportista paralímpica turca a guanyar una medalla d'or a les olimpíades.
Gizem va portar la bandera turca a la inauguració dels Jocs Paralímpics de Londres 2012. És un dels sis membres del Consell d'Atletes del Comitè Paralímpic Internacional des del 2012. Gizem Girişmen ha estat l'única turca candidata als Premis Mundials d'Esport Laureus.
Paralítica des de l'edat d'onze anys per un accident de trànsit. S'ha graduat a la Universitat Bilkent d'Ankara i té el postgrau de Màster en administració d'empreses de la Universitat Tècnica de l'Orient Mitjà (Orta Doğu Teknik Üniversitesi) també ubicada a Ankara. No està casada.